# アスター・プレイス駅
アスター・プレイス駅 (アスター・プレイスえき、Astor Place) あるいはアスター・プレイス-クーパー・ユニオン駅 (アスター・プレイス-クーパー・ユニオンえき、Astor Place–Cooper Union) はニューヨーク市地下鉄IRTレキシントン・アベニュー線の駅である。マンハッタン区ノーホーとイースト・ヴィレッジに跨がるラファイエット・ストリートと東8丁目、4番街、アスター・プレイスの交差点に位置し、4系統が深夜のみ、6系統が終日、<6>系統が平日20時45分までのラッシュ時混雑方向のみ停車する。

## 歴史
駅は1904年10月27日、145丁目駅からシティ・ホール駅までのマンハッタンにおける最初の地下鉄が開業した際にその他27駅と同時に開業した。
1981年、MTAは地下鉄内において最も老朽化した69駅の中に当駅を挙げている。駅は1984年6月から1986年5月に掛けて改装が行われた。これはAdopt-a-Stationプログラムの一環で、費用は2,500,000ドルであった。なお、費用のうち600,000ドルは連邦都市交通局 (Federal Urban Mass Transit Administration) から、125,000ドルは民間部門から提供を受けている。この改装工事では照明の取り替え、騒音低減材料の設置、新しい茶色の床タイルの設置などが行われたほか、駅近くの私立大学クーパー・ユニオン卒業生のミルトン・グレイサーによるアートが飾られた。なお、駅はかつて南北ホーム間を結ぶ連絡通路が線路下にあったが、1980年代の改装の際に閉鎖されている。
2004年9月17日、駅はアメリカ合衆国国家歴史登録財に指定された。

## 駅構造
| G          | 地上階                         | 出入口 |
| P ホーム階 | 相対式ホーム、右側のドアが開く | 相対式ホーム、右側のドアが開く |
| P ホーム階 | 北行緩行線                     | ← 深夜帯：ウッドローン駅行き（14丁目-ユニオン・スクエア駅） ← 平日午後：パークチェスター駅行き（14丁目-ユニオン・スクエア駅） ← 平日午後以外：ペラム・ベイ・パーク駅行き（14丁目-ユニオン・スクエア駅） ← 平日午後：ペラム・ベイ・パーク駅行き（14丁目-ユニオン・スクエア駅） |
| P ホーム階 | 北行急行線                     | ← 深夜帯以外：通過 |
| P ホーム階 | 南行急行線                     | → 深夜帯以外：通過 → |
| P ホーム階 | 南行緩行線                     | → 深夜帯：ニューロッツ・アベニュー駅行き（ブリーカー・ストリート駅）→ ブルックリン・ブリッジ-シティ・ホール駅行き（ブリーカー・ストリート駅）→ 平日午前：ブルックリン・ブリッジ-シティ・ホール駅行き（ブリーカー・ストリート駅）→                                             |
| P ホーム階 | 相対式ホーム、右側のドアが開く | |

駅は相対式ホーム2面と緩行線2線・急行線2線を有した2面4線の地下駅で、急行線は5系統が終日、4系統が深夜帯以外に通過している。
ホームは南北でずれた位置に存在している。北行ホームにはかつての女性用トイレを改装して作られた新聞売り場があり、南行ホームは改札口からKmartの店舗に直接入る事ができる。またホーム柱に掲げられている駅名標は"Astor Place"と"Cooper Cooper"の2種類が交互に掲げられている。

### 出入口
1980年代に南北ホーム間を結ぶ連絡通路が閉鎖されて以降はホーム別改札となっており、改札は全部ホーム階にある。北行ホーム改札口からは東8丁目とラファイエット・ストリートの交差点北東に、南行改札口からはラファイエット・ストリートとアスター・プレイスの交差点北西にそれぞれ階段が1つずつ接続している。また、南行ホーム改札口からはKmartへ行くことができ、店舗内のエレベーターを使うことで地上まで階段を使わずアクセスすることができる。ただし、地下鉄と違いKmartは24時間営業では無いため閉店時間帯は階段でしかアクセスできない。

## 駅周辺
- マクソリーズ・オールド・エール・ハウス[6]
- クーパー・ユニオン・ニュー・アカデミック・ビルディング[6]
- クーパー・スクエアホテル[6]
- アスター図書館[6]
- コロネード・ロウ / アスター・プレイス・センター（ブルーマン）[6]
- Kmart[6]
- ハミルトン・フィッシュ・ハウス[6]

また、駅から東8丁目を西に1ブロック進むとBMTブロードウェイ線8丁目-ニューヨーク大学駅に着く。

## 画像

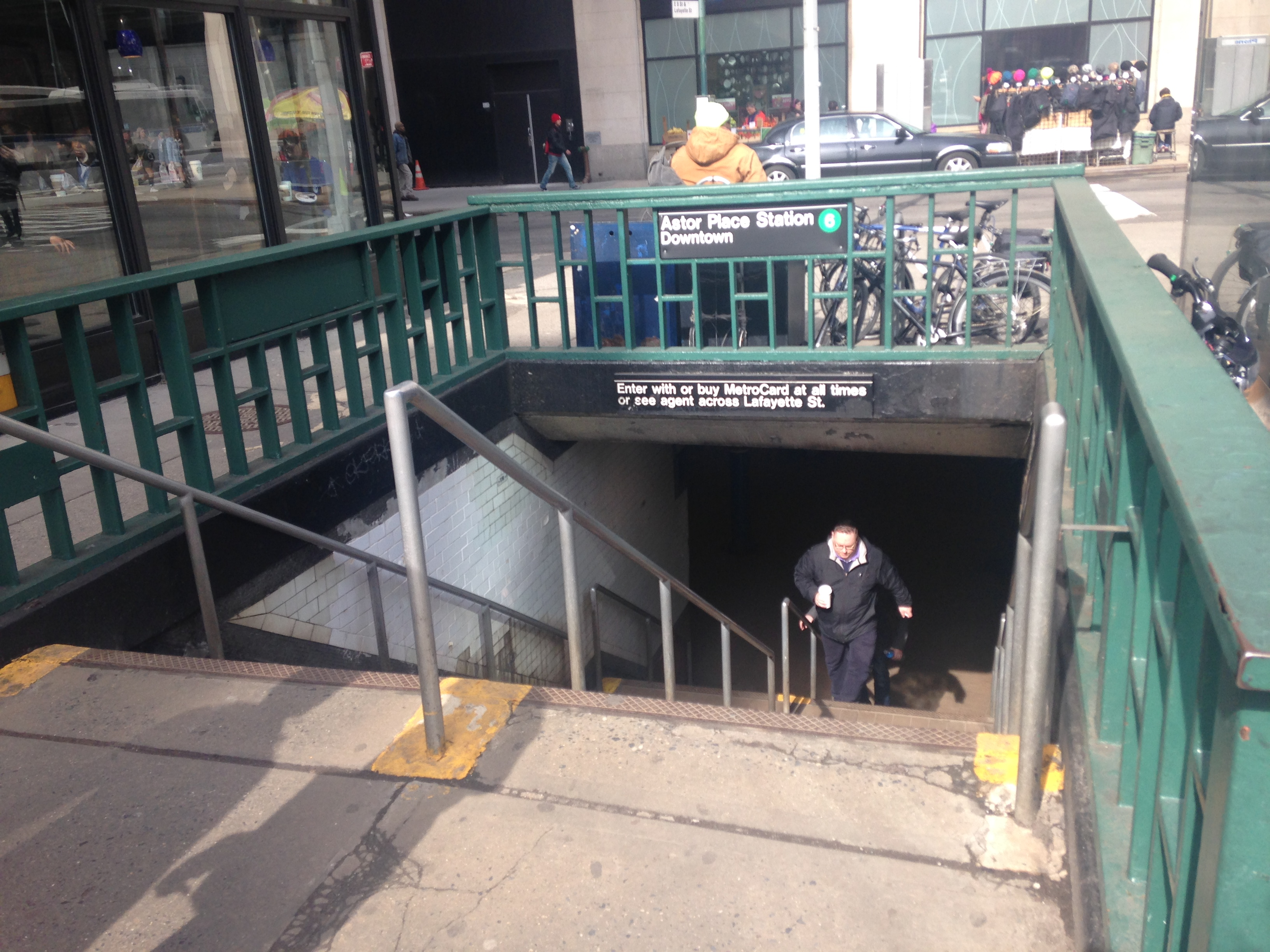
南行ホームへの階段
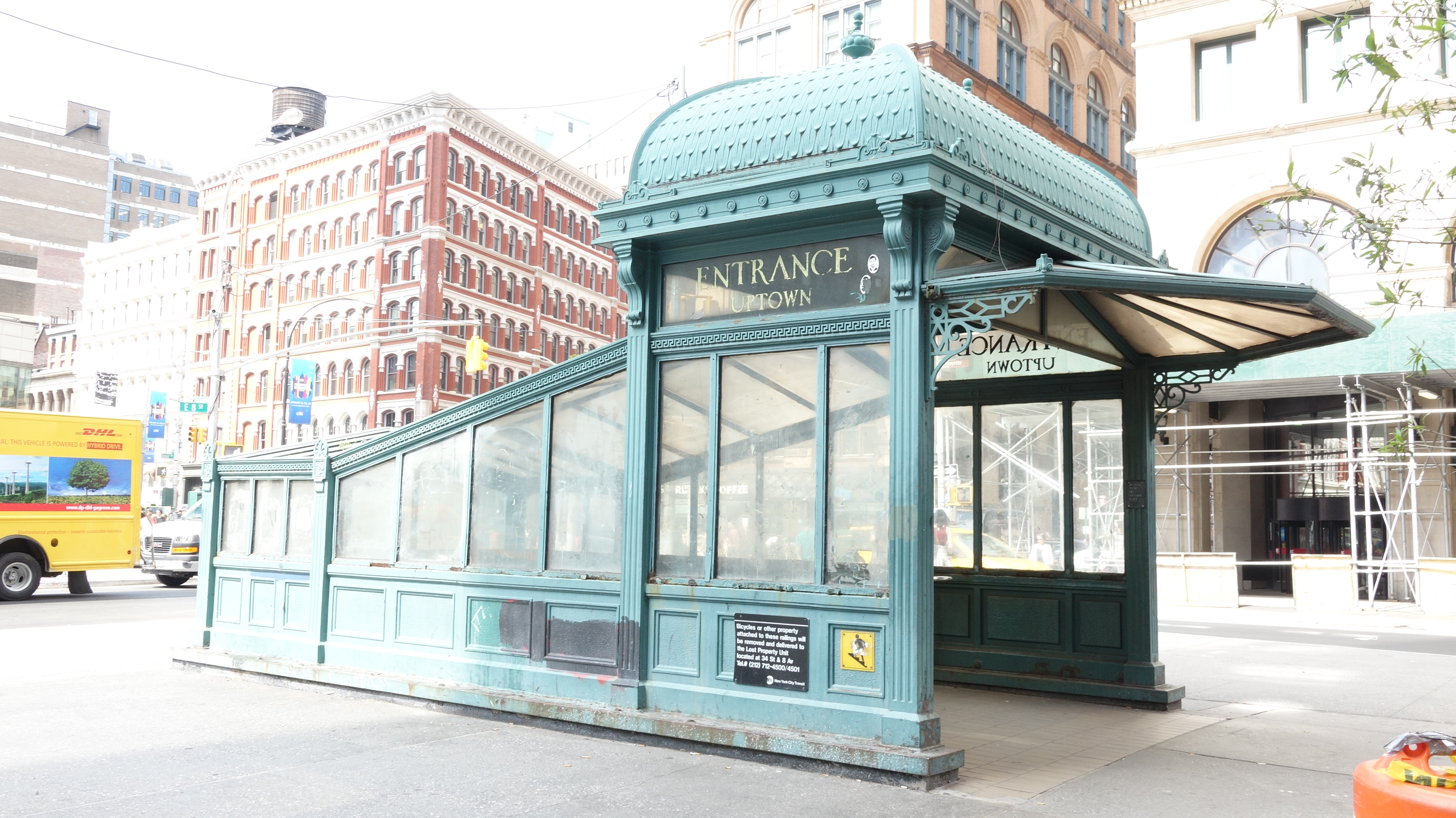
北行ホームへの階段
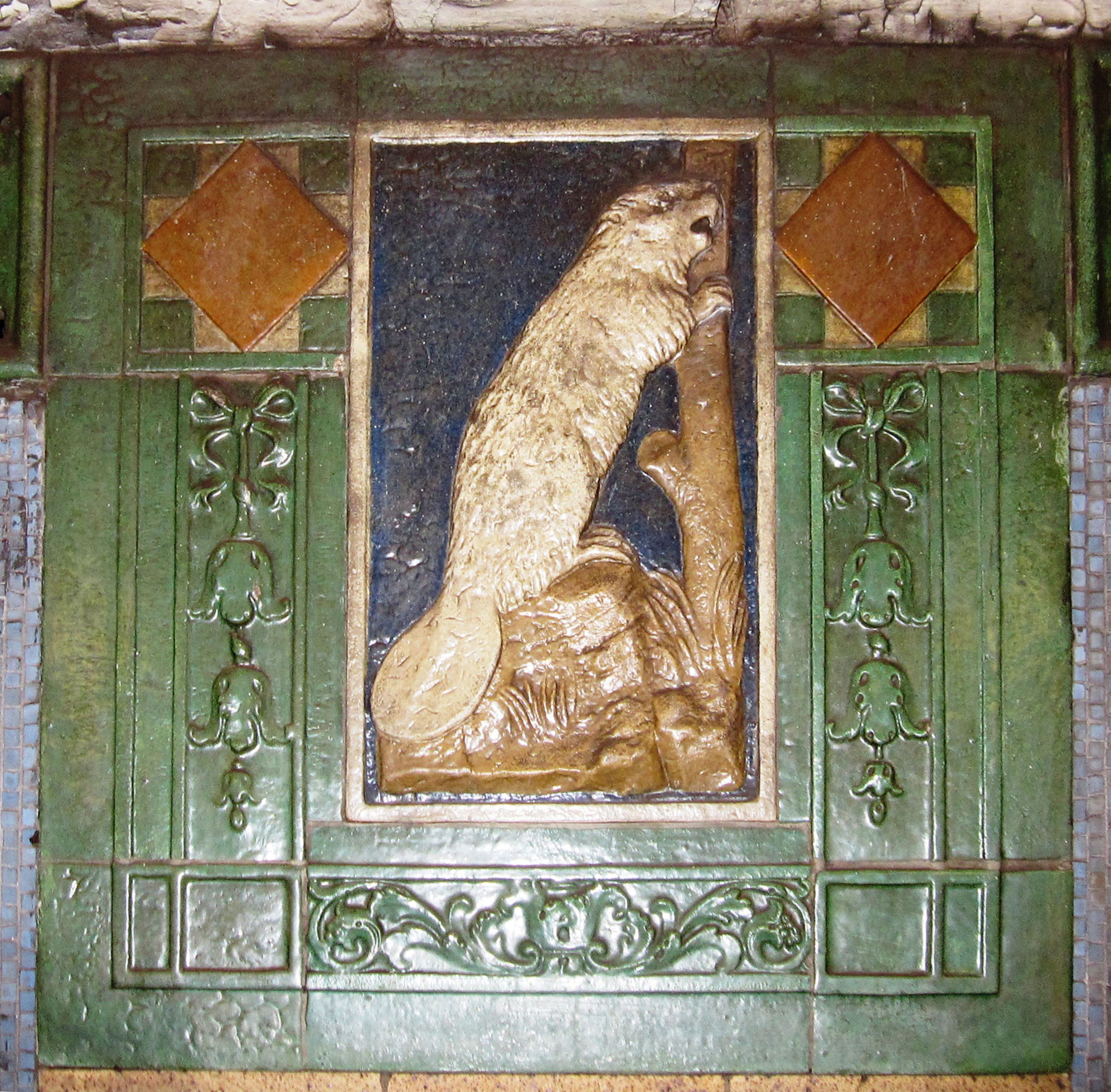
1904年にHeins＆LaFarge / Grueby Faience Company社により製作されたファイエンス・プラーク
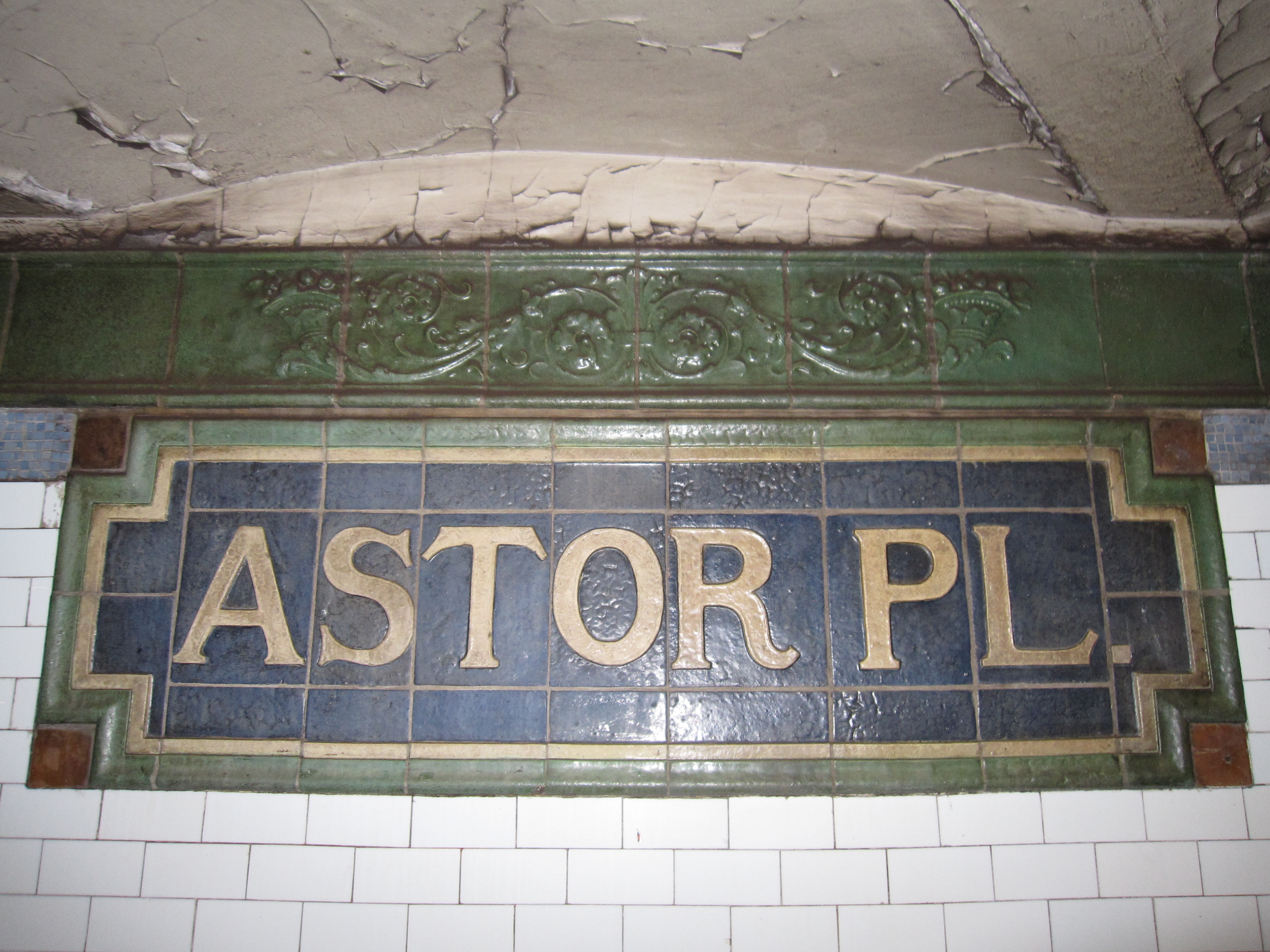
1904年にHeins＆LaFarge / Grueby Faience Company社により製作された駅名標
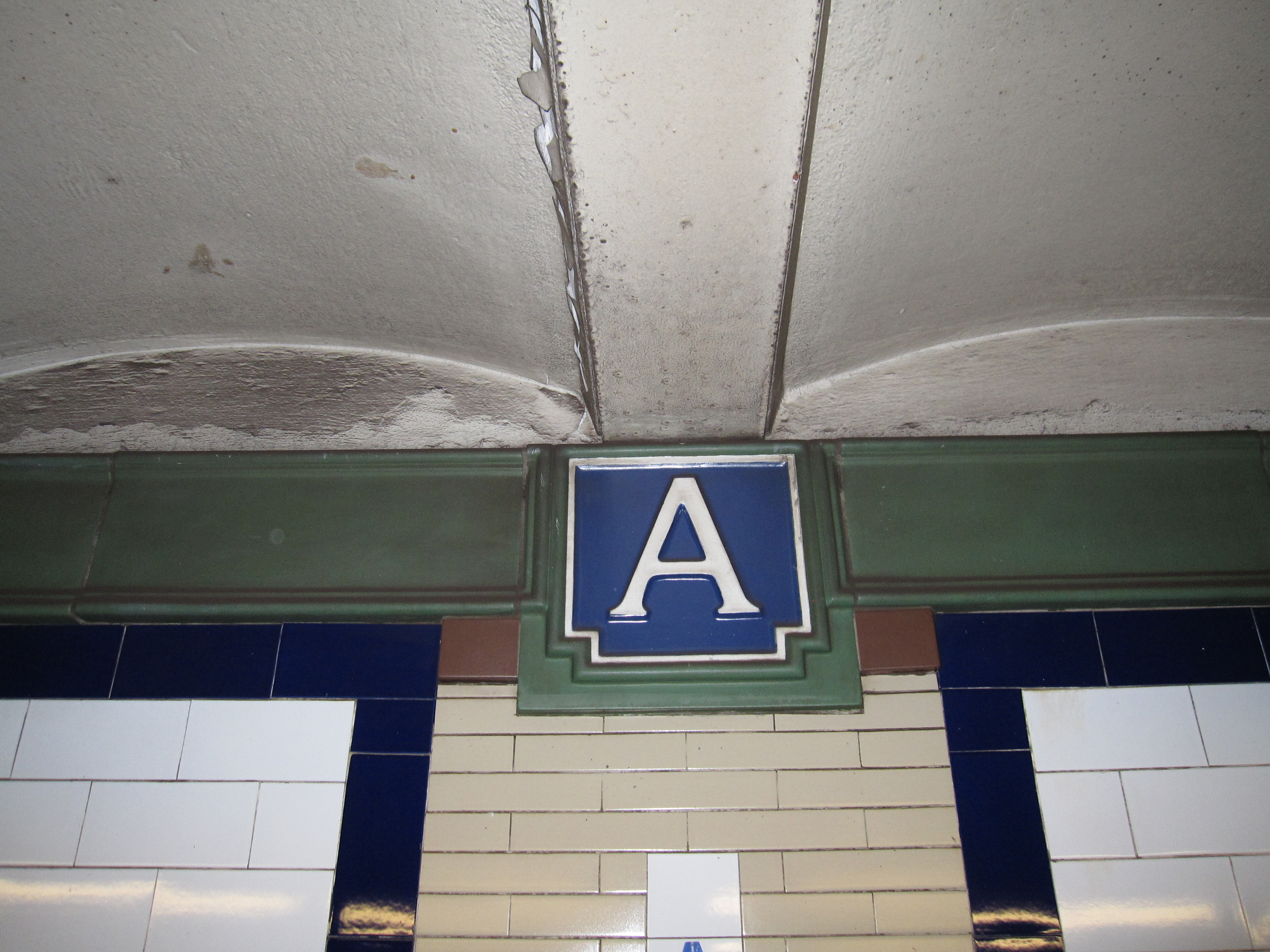
駅名頭文字の"A"を描いたタイル
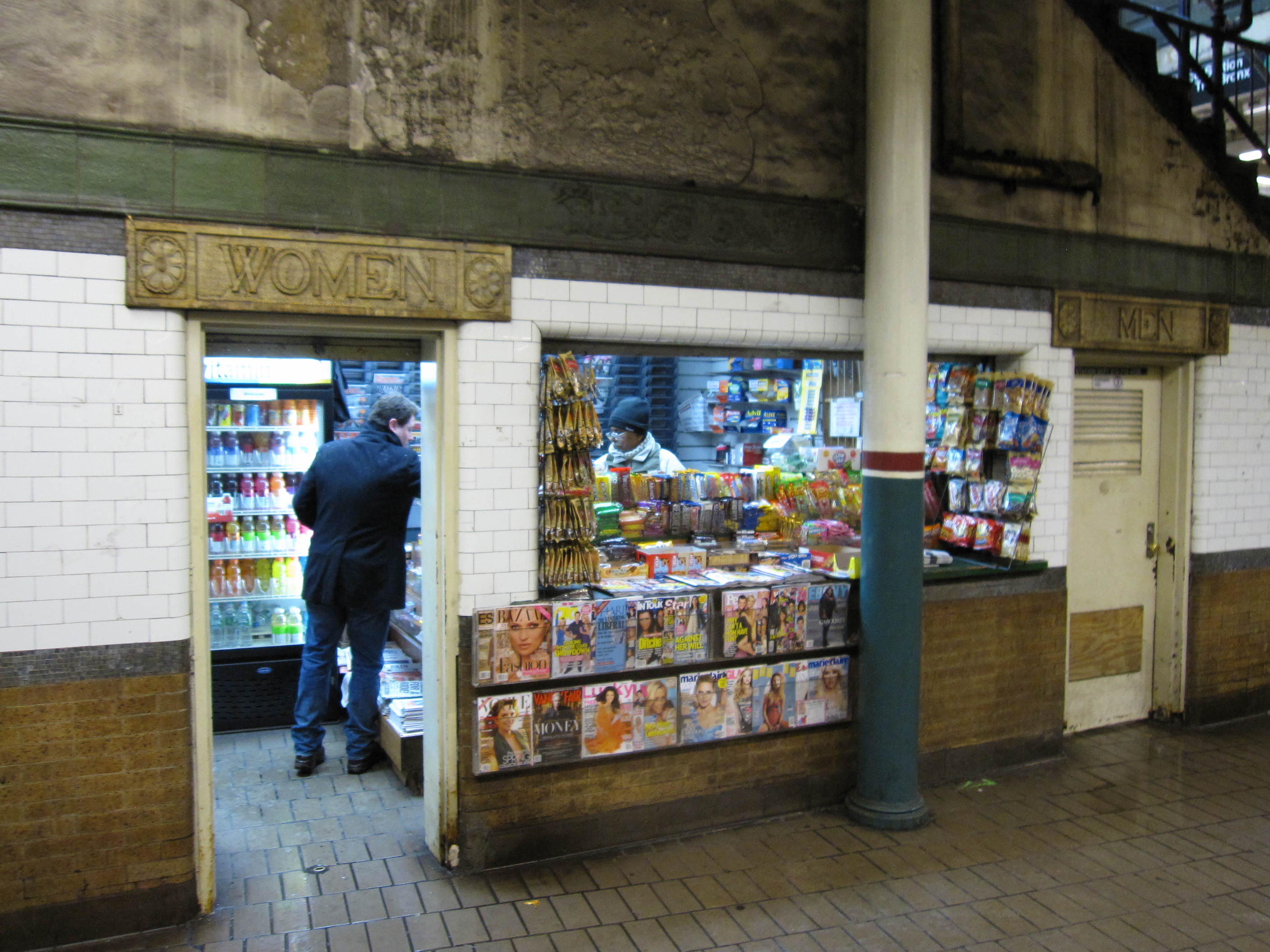
北行ホームの女性用トイレを改装して作られた新聞売り場
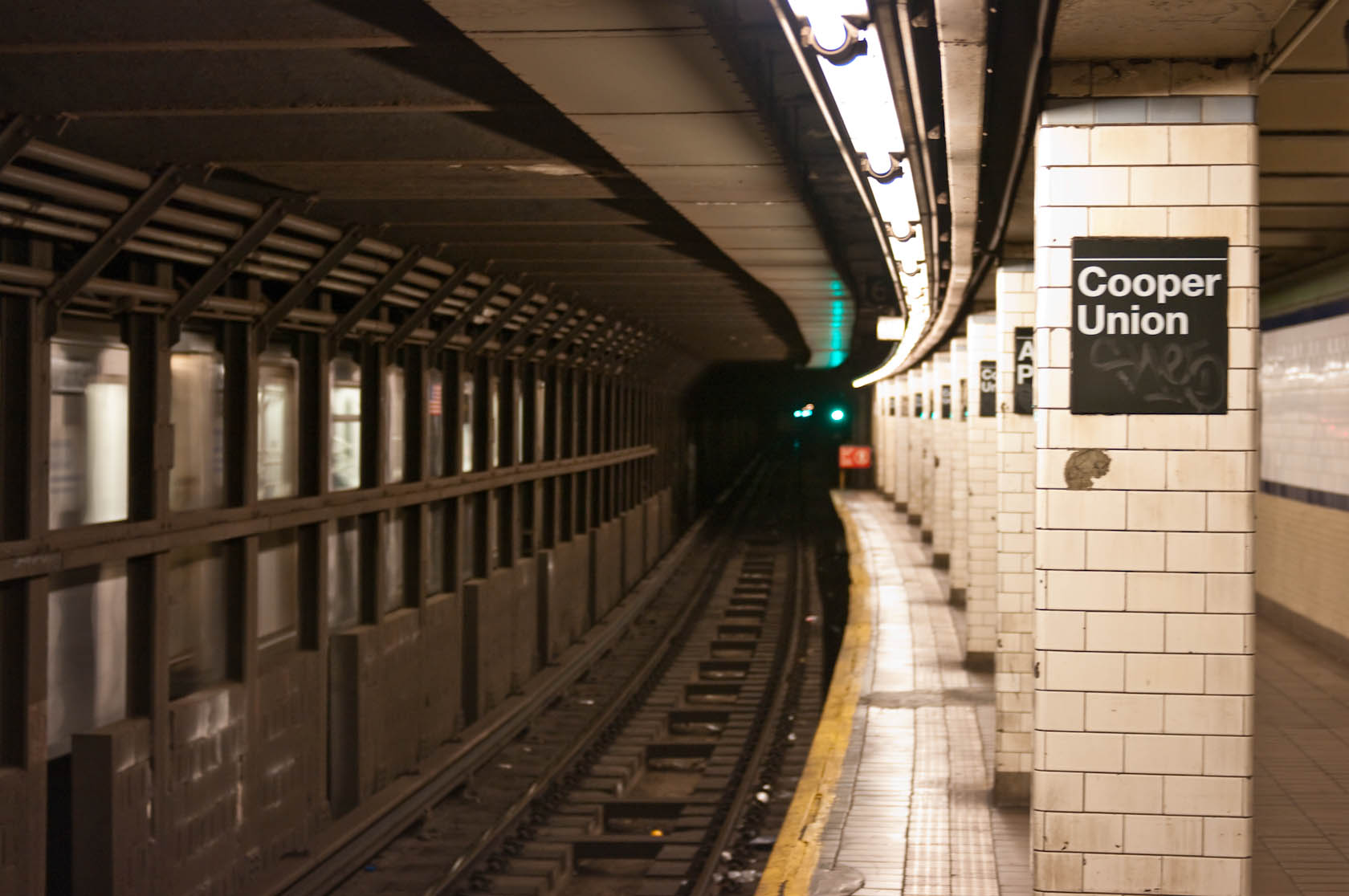
"Astor Place"と"Cooper Union"の駅名標が交互に掲げられた柱